# Riccardo Montolivo
Riccardo Montolivo (pronunție în italiană [rikˈkardo montoˈlivo]; n. 18 ianuarie 1985) este un fotbalist italian. El este descris ca fiind un jucător versatil, capabil să joace pe orice poziție din zona de mijloc a terenului, inclusiv ca mijlocaș, mijlocaș ofensiv și playmaker.
Montolivo a debutat ca fotbalist profesionist la clubul Atalanta în 2003, apoi s-a transferat la Fiorentina în 2005. El a jucat în peste 250 de meciuri pentru gruparea viola în decursul a 7 ani. În 2012 el a semnat cu Milan, fiind un transfer liber.
Riccardo Montolivo a debutat la echipa națională de fotbal a Italiei în 2007 și a reprezentat naționala la Euro 2012 și la Campionatul Mondial de Fotbal 2010, unde a jucat în toate meciurile. Întrucât mama este germană, el deține și pașaport german.

## Goluri internationale
| Gol | Data            | Stadion                 | Oponent   | Scor | Rezultat | Competiția                                             |
| --- | --------------- | ----------------------- | --------- | ---- | -------- | ------------------------------------------------------ |
| 1.  | 10 august 2011  | Stadio San Nicola, Bari | Spania    | 1–0  | 2–1      | Meci amical                                            |
| 2.  | 16 October 2012 | San Siro, Milano        | Danemarca | 1–0  | 3–1      | Calificările pentru Campionatul Mondial de Fotbal 2014 |

## Statistici carieră

### Club
La 26 January 2014..
| Club         | Sezon        | Campionat    | Campionat | Campionat | Cupă    | Cupă   | Europa  | Europa | Total   | Total  |
| Club         | Sezon        | Divizia      | Meciuri   | Goluri    | Meciuri | Goluri | Meciuri | Goluri | Meciuri | Goluri |
| ------------ | ------------ | ------------ | --------- | --------- | ------- | ------ | ------- | ------ | ------- | ------ |
| Atalanta     | 2003–04      | Serie B      | 41        | 4         | 1       | 0      | 0       | 0      | 42      | 4      |
| Atalanta     | 2004–05      | Serie A      | 32        | 3         | 6       | 0      | 0       | 0      | 38      | 3      |
| Atalanta     | 2005–06      | Serie B      | 0         | 0         | 2       | 0      | 0       | 0      | 2       | 0      |
| Atalanta     | Total        | Total        | 73        | 7         | 9       | 0      | 0       | 0      | 82      | 7      |
| Fiorentina   | 2005–06      | Serie A      | 20        | 1         | 2       | 0      | 0       | 0      | 22      | 1      |
| Fiorentina   | 2006–07      | Serie A      | 36        | 2         | 0       | 0      | 0       | 0      | 36      | 2      |
| Fiorentina   | 2007–08      | Serie A      | 34        | 2         | 2       | 0      | 11      | 1      | 47      | 3      |
| Fiorentina   | 2008–09      | Serie A      | 34        | 4         | 0       | 0      | 8       | 0      | 42      | 4      |
| Fiorentina   | 2009–10      | Serie A      | 36        | 2         | 4       | 0      | 10      | 1      | 50      | 3      |
| Fiorentina   | 2010–11      | Serie A      | 29        | 2         | 0       | 0      | 0       | 0      | 29      | 2      |
| Fiorentina   | 2011–12      | Serie A      | 30        | 4         | 3       | 0      | 0       | 0      | 33      | 4      |
| Fiorentina   | Total        | Total        | 219       | 17        | 11      | 0      | 29      | 2      | 259     | 19     |
| Milan        | 2012–13      | Serie A      | 32        | 4         | 1       | 0      | 6       | 0      | 39      | 4      |
| Milan        | 2013–14      | Serie A      | 17        | 2         | 1       | 0      | 7       | 0      | 25      | 2      |
| Milan        | Total        | Total        | 49        | 6         | 2       | 0      | 13      | 0      | 64      | 6      |
| Career total | Career total | Career total | 341       | 30        | 22      | 0      | 42      | 2      | 406     | 32     |

1. ↑  Appearances in the UEFA Europa League
2. ↑  6 appearances in the UEFA Champions League, 2 in the UEFA Europa League
3. 1 2 3  Appearances in the UEFA Champions League

### International

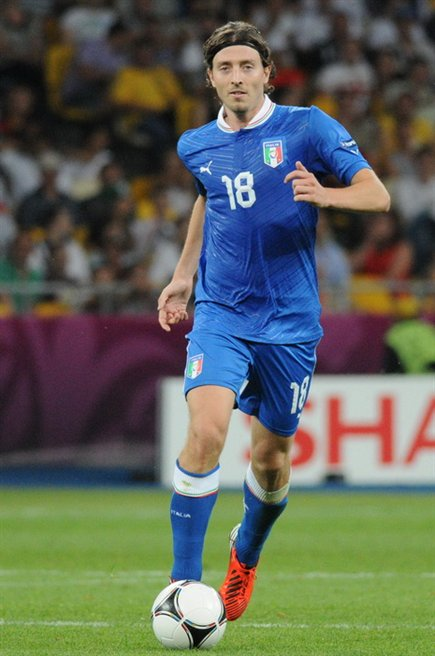
Montolivo playing for Italy

La 14 august 2013.
| Italia | Italia | Italia |
| An     | Meciur | Goluri |
| ------ | ------ | ------ |
| 2007   | 1      | 0      |
| 2008   | 2      | 0      |
| 2009   | 8      | 0      |
| 2010   | 8      | 0      |
| 2011   | 12     | 1      |
| 2012   | 9      | 1      |
| 2013   | 16     | 0      |
| Total  | 56     | 2      |